# Индийски лотос
Индийски, още свещен лотос (Nelumbo nucifera), е вид покритосеменно растение от семейство Лотосови (Nelumbonaceae), разпространено в Южна и Югоизточна Азия. То е водно растение, което обитава езера или блата, както и периодично наводнявани местности. Корените му достигат дъното, а листата и цветовете плават на повърхността.
При благоприятни условия семената на това многогодишно растение могат да останат жизнеспособни в продължение на много години, като най-старият намерен лотосов кълн е на възраст 1300 г. и е открит в сухо езерно корито в североизточната част на Китай. Растението се отглежда от древността заради ядливите му семена. То е национална емблема на Индия и Виетнам.

## Галерия
- Пъпка.
- Семенна глава.
- Ефект на лотоса върху листо.
- Коренища.
- Чай от лотос.